# Obiective turistice în județul Cluj
Acestea sunt principalele obiective turistice din județul Cluj:

## Stațiuni
- Băile Băița
- Băile Cojocna
- Băile Ocna Dej
- Băile Someșeni
- Băile Turda
- Băișoara
- Stațiunea Fântânele

## Castele
- Castelul Bánffy, Bonțida
- Castelul Bánffy, Borșa
- Castelul Kemény, Jucu de Sus
- Castelul Bánffy, Răscruci
- Castelul Béldy din Geaca
- Castelul Bocskai, Aghireșu
- Castelul de la Gilău
- Castelul Haller, Coplean
- Castelul Mikes, Săvădisla
- Castelul Jósika, Moldovenești
- Castelul Kemény-Bánffy, Luncani
- Castelul Kornis, Mănăstirea
- Castelul Teleki, Luna de Jos
- Castelul Wass, Țaga
- Castelul Wass-Banffy, Gilău
- Conacul Schirling, Corneni
- Conacul Kemény, Luna

## Cetăți
- Cetatea Bologa
- Cetatea Cuzdrioara
- Cetatea Dăbâca
- Cetatea Liteni, între Lita și Liteni
- Cetățuia (Cluj-Napoca)
- Cetatea Fetei, Florești

## Lăcașe de cult
- Biserica Reformată-Calvină din Dăbâca, localitatea Dăbâca
- Biserica Reformată-Calvină din Izvoru Crișului, localitatea Izvoru Crișului
- Biserica Reformată-Calvină din Luncani, localitatea Luncani
- Biserica Sfinții Arhangheli Mihail și Gavriil, localitatea Mărgău
- Biserica ortodoxă, localitatea Feleacu
- Mănăstirea Nicula
- Mănăstirea Casiel
- Mănăstirea Ciucie
- Mănăstirea Sfânta Troița

## Rezervații naturale
- Fânațele Clujului
- Cheile Turzii
- Rezervația naturală Padiș

## Lacuri și cascade
- Beliș-Fântânele
- Lacul Tarnița
- Lacul Fântânele
- Lacul Geaca
- Cascada Ciucaș
- Cascada Răchițele

## Vestigii istorice
- Castrul roman Potaissa, Turda
- Castrul roman Samum, Cășeiu
- Castrul roman de la Gilău
- Ruinele romane de la Petrești, Petrești

## Palate
- Palatul Banffy

## Parcuri
- Grădina Botanică din Cluj-Napoca
- Parcul Etnografic Romulus Vuia

## Monumente și statui
- Monumentul de la Bobâlna

## Muzee
- Muzeul de Artă , Cluj-Napoca, Piața Unirii nr.30
- Muzeul Etnografic (Muzeul Satului), Cluj-Napoca
- Muzeul Național de Istorie a Transilvaniei, Cluj-Napoca, str. Constantin Daicoviciu nr. 2
- Muzeul de Farmacie , Cluj-Napoca, Piața Unirii nr. 28, Cluj 400113, tel: 0264 597 567
- Muzeul Apei  Arhivat în 4 aprilie 2007, la Wayback Machine., Cluj-Napoca
- Muzeul de Mineralogie  Arhivat în 11 februarie 2007, la Wayback Machine.  Arhivat în 15 mai 2007, la Wayback Machine.  Arhivat în 20 august 2007, la Wayback Machine., Cluj-Napoca
- Muzeul de Speologie "Emil Racoviță" , Cluj-Napoca
- Muzeul Zoologic, Cluj-Napoca
- Muzeul "Emil Isac", Cluj-Napoca
- Muzeul Arhiepiscopiei Ortodoxe, Cluj-Napoca
- Muzeul Universității "Babeș-Bolyai"  Arhivat în 27 septembrie 2007, la Wayback Machine., Cluj-Napoca
- Vivariul Universității "Babeș-Bolyai"  Arhivat în 6 iunie 2007, la Wayback Machine., Cluj-Napoca
- Muzeul de Istorie din Turda
- Muzeul Municipal Dej
- Muzeul de Istorie din Gherla
- Muzeul Sătesc de la Iclod, Iclod
- Muzeul Mănăstirii Nicula, Mănăstirea Nicula

## Altele
- Acvariul USAMV